# IC 3574
IC 3574 је елиптична галаксија у сазвјежђу Дјевица која се налази на листи објеката дубоког неба у Индекс каталогу.
Деклинација објекта је + 12° 24' 20" а ректасцензија 12h 36m 27,7s. Привидна величина (магнитуда) објекта IC 3574 износи 14,3 а фотографска магнитуда 15,3. IC 3574 је још познат и под ознакама VCC 1665, NPM1G +12.0328, PGC 42052.